# Malomirovo, Iambol
Malomirovo (în bulgară Маломирово) este un sat în comuna Elhovo, regiunea Iambol,  Bulgaria. 

## Demografie
Componența etnică a satului Malomirovo
     Bulgari (83,05%)
     Romi (3,33%)
     Nicio identificare (13,61%)
     Altele (0%)
La recensământul din 2011, populația satului Malomirovo era de 360 locuitori. Din punct de vedere etnic, majoritatea locuitorilor (83,05%) erau bulgari, cu o minoritate de romi (3,33%). Pentru 13,61% din locuitori nu este cunoscută apartenența etnică.